# Love Gun
Albums de Kiss
Rock and Roll Over
(1976) Alive II
(1977)
Love Gun est le sixième album studio du groupe de hard rock américain Kiss. Il fut certifié disque de platine le 15 septembre 1977 et certifié triple disque de platine après avoir écoulé 3 millions d'exemplaires. Love Gun se classa à la 6e position dans les charts suédois le 29 juillet 1977 et à la 4e au Billboard 200 aux États-Unis.

## Contenu
Love Gun est la seule chanson de l'album avoir été presque systématiquement jouée en concert durant toutes les tournées du groupe. I Stole Your Love est aussi réapparue plusieurs fois, de même que Christine Sixteen, quoique plus sporadiquement. Totalement abandonnée après la tournée promotionnelle de l'album, Shock Me, chanson autobiographique entièrement composée et chantée - pour la première fois - par Ace Frehley, a été systématiquement interprétée lors du retour de celui-ci au sein du groupe entre 1996 et 2001. Après le départ de Frehley, Kiss a continué à jouer ce titre en faisant chanter son nouveau guitariste Tommy Thayer, provoquant la colère de nombreux fans qui considèrent que cette chanson incarne un épisode de l'histoire d'Ace Frehley, et devrait par conséquent n'être interprétée que par lui. Almost Human n'a été interprété qu'une seule fois le 27 juillet 1995 à Montréal au Canada.
L'album comprend aussi une reprise du groupe féminin The Crystals, intitulée Then She Kissed Me. Sur la démo de Christine Sixteen, ce sont Eddie Van Halen (à la guitare) et Alex Van Halen (à la batterie) qui ont joué sur ce morceau (Ils n'avaient pas encore sorti leur 1er album).
Love Gun est le dernier album de Kiss où les membres d'origine jouent sur la totalité de l'album. Peter Criss sera crédité sur la totalité des deux albums suivants, Dynasty et Unmasked, mais il jouera sur la  chanson "Dirty Livin'" de l'album Dynasty. Ace Frehley et lui seront également crédités sur la totalité de l'album de la reformation, Psycho Circus, en 1998, mais, à nouveau, ils joueront sur très peu de titres.

## Composition du groupe
- Paul Stanley – guitare rythmique, chants
- Gene Simmons – basse, chants
- Peter Criss – batterie, chants
- Ace Frehley – guitare solo, chants

## Liste de titres

### Face-A
| No | Titre                | Auteur       | Chanteur(s)  | Durée |
| -- | -------------------- | ------------ | ------------ | ----- |
| 1. | I Stole Your Love    | Paul Stanley | Paul Stanley | 3:04  |
| 2. | Christine Sixteen    | Gene Simmons | Gene Simmons | 3:14  |
| 3. | Got Love for Sale    | Gene Simmons | Gene Simmons | 3:29  |
| 4. | Shock Me             | Ace Frehley  | Ace Frehley  | 3:49  |
| 5. | Tomorrow and Tonight | Paul Stanley | Paul Stanley | 3:40  |

### Face-B
| No  | Titre              | Auteur                                    | Chanteur(s)  | Durée |
| --- | ------------------ | ----------------------------------------- | ------------ | ----- |
| 6.  | Love Gun           | Paul Stanley                              | Paul Stanley | 3:18  |
| 7.  | Hooligan           | Peter Criss, Stan Penridge                | Peter Criss  | 3:01  |
| 8.  | Almost Human       | Gene Simmons                              | Gene Simmons | 2:49  |
| 9.  | Plaster Caster     | Gene Simmons                              | Gene Simmons | 3:27  |
| 10. | Then She Kissed Me | Jeff Barry, Ellie Greenwich, Phil Spector | Paul Stanley | 3:02  |

### Certifications
| Industrie | Certifié   | Ventes     |
| --------- | ---------- | ---------- |
| RIAA      | 3x Platine | 3 millions |